# Surfin'/Luau
Surfin'/Luau è il primo singolo dei The Beach Boys, pubblicato nel 1961 ed estratto dall'album Surfin' Safari.

## Tracce
1. Surfin' (Brian Wilson e Mike Love)
2. Luau

## Formazione
- Brian Wilson – voce, rullante
- Dennis Wilson – voce
- Carl Wilson – voce, chitarra acustica
- Mike Love – voce principale
- Al Jardine – voce, contrabbasso